# Walter Kitchen
Walter Lawrence Kitchen (* 18. Dezember 1912 in Toronto, Ontario; † 18. Juli 1988) war ein kanadischer Eishockeyspieler.  

## Karriere
Walter Kitchen begann seine Karriere als Eishockeyspieler bei den Toronto Marlboros, für die er von 1929 bis 1933 in der Juniorenliga der Ontario Hockey Association aktiv war. In der Saison 1933/34 lief er im Seniorenbereich für die Toronto Torontos und Toronto British Consols auf. Auch in der Folgezeit lief er für die British Consols auf. Bei den Winterspielen 1936 repräsentierte er Kanada als Gastspieler mit den Port Arthur Bearcats auf. Nach den Winterspielen war er im Pferderennsport aktiv. 

### International
Für Kanada nahm Kitchen an den Olympischen Winterspielen 1936 in Garmisch-Partenkirchen teil, bei denen er mit seiner Mannschaft die Silbermedaille gewann. 

## Erfolge und Auszeichnungen
- 1936 Silbermedaille bei den Olympischen Winterspielen